# Horažďovice
Horažďoviceⓘ (niem. Horaschdiowitz) − miasto w Czechach, w kraju pilzneńskim, nad Otavą. Według danych z 31 grudnia 2003 powierzchnia miasta wynosiła 4 303 ha, a liczba jego mieszkańców 5 727 osób.

## Demografia
| Rok             | 1970  | 1980  | 1991  | 2001  | 2003  |
| --------------- | ----- | ----- | ----- | ----- | ----- |
| Liczba ludności | 5 714 | 6 049 | 5 820 | 5 716 | 5 727 |

Źródło: Czeski Urząd Statystyczny